# IC 5162
IC 5162 ist eine irreguläre Galaxie vom Hubble-Typ S im Sternbild Indianer am Südsternhimmel und ist etwa 76 Millionen Lichtjahre von der Milchstraße entfernt. 
Das Objekt wurde im Jahr 1899 von dem Astronomen DeLisle Stewart entdeckt.